# Rhadinorhynchus salatrix
Rhadinorhynchus salatrix är en hakmaskart som beskrevs av Troncy och Vassiliades 1973. Rhadinorhynchus salatrix ingår i släktet Rhadinorhynchus och familjen Rhadinorhynchidae. Inga underarter finns listade i Catalogue of Life.